# 東亜問題調査会
東亜問題調査会（とうあもんだいちょうさかい）は、日本の戦前の研究団体の一つ。朝日新聞社内に設立された。

## 概要
1933年秋、東京朝日新聞主筆の緒方竹虎が、中国大陸に赴き、東北三省と華北を視察し、満洲事変後の極東・アジア情勢を鑑みた構想に基づいて、1934年9月16日、朝日新聞社長直属の独立した同社の機関として設立された。
まず満洲国を中心に、これと隣接する東亜方面の政治・外交・経済・社会の諸事情の調査研究より開始し、在外社員の通信情報により、常に最新精密な資料と知識を用意するとともに、広くこの問題においての権威者を社外にも求め、中国大陸とソビエトおよびアジア各方面にわたる情報、資料を収集し、新聞社として必要な研究を進めるための機構であった。初代会長には副社長下村宏が就任したが、間もなく緒方に代わり、常任幹事に東京朝日新聞論説委員大西斎、幹事に大阪朝日新聞東亜部長神尾茂が就任して、スタッフを東京朝日新聞に集めて研究を開始した。毎月1回の例会、随時に時事問題を扱う臨時会議を重ね、「朝日東亜年報」などの、時局に関する調査資料を都度刊行した。
緒方の構想としては、陸海軍や満鉄、その他の大企業とも連携を取りながら、東亜の諸問題を研究しようとするものであったが、陸海軍は機密漏洩防止を理由に資料提供を渋り、大企業もまた軍に遠慮してものを言わなくなったため、その実行が困難となり、東亜問題調査会は1940年に廃止され、その後継機関として中央調査会が設立された。

## 役員
本節の出典は。

### 会長
緒方竹虎 - 東京朝日新聞主筆

### 常任幹事
大西斎 - 東京朝日新聞論説委員

### 幹事
吉田淳
太田宇之助
知識真治
嘉治隆一
尾崎秀実
益田豊彦

### 来賓
石射猪太郎 - 外務省東亜局長
河相達夫 - 外務省情報部長
関原忠三 - 大蔵省理財局長
大野龍太 - 大蔵省理財局長（後任）
安井誠一郎 - 拓務次官
青木一男 - 企画院次長
原邦道 - 対満事務局次長
影佐禎昭 - 陸軍省課長・陸軍大佐 参謀本部支那課長
川俣雄人 - 大本営陸軍部課長・陸軍大佐 参謀本部欧米課長
渡左近 - 大本営陸軍部課長・陸軍大佐
原守 - 陸軍省新聞班長・陸軍大佐
山田定義 - 大本営海軍部海軍大佐 軍令部課長
志波国彬 - 大本営海軍部海軍大佐
伊藤賢三 - 軍令部課長・海軍大佐
山崎重暉 - 海軍省軍事普及部課長・海軍大佐
岡田卓雄 - 満鉄東京支社長
長岡徳治 - 三菱経済研究所常任理事
福島喜三次 - 三井合名会社理事・調査部長
大蔵公望 - 東亜研究所副総裁 貴族院議員 男爵
高木八尺 - 政治学者 東京帝国大学教授
根岸佶 - 経済学者 朝日新聞社客員
下村宏 - 朝日新聞社社友
神田正雄 - 朝日新聞社社友
米田実 - 朝日新聞社顧問